# HD 167564
HD 167564，又名BD-03 4259，SAO 142185、HR 6830，是一颗恒星，视星等为6.36，位于銀經25.63，銀緯6.21，其B1900.0坐标为赤經18h 10m 42s，赤緯-3° 6.21′ 1″。